# Arquitectura neoperuana

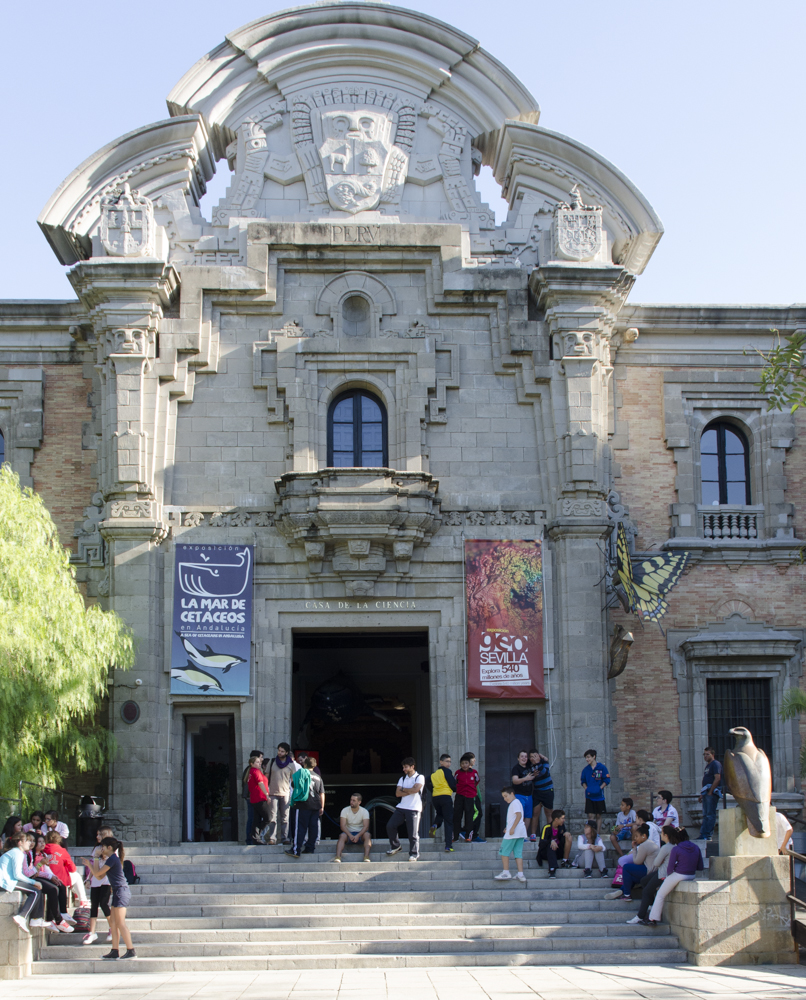
Museo Casa de la Ciencia de Sevilla (España), construida con el estilo neoperuano.

La arquitectura neoperuana o neoinca es un estilo arquitectónico surgido en el Perú a comienzos del siglo XX como un arte de carácter nacional que fusiona los estilos prehispánicos con los virreinales. Fue creado por el arquitecto español Manuel Piqueras Cotolí e impulsado por el régimen de Augusto B. Leguía.

## Historia
La primera manifestación de la arquitectura neoperuana fue la fachada de la Escuela Nacional de Bellas Artes en 1924 realizada por Manuel Piqueras Cotolí, surgiendo dicho estilo arquitectónico en una época en la que las repúblicas hispanoamericanas buscaban sus expresiones propias. Por el centenario de la batalla de Ayacucho, se construyó el Salón Incaico o Salón de Recepciones dentro del Palacio de Gobierno, construcción diseñada por Piqueras Cotolí que fue destruida en 1926. En 1929, se presentó en la Exposición Ibero-Americana de Sevilla (España) un pabellón de estilo neoperuano diseñado por Piqueras Cotolí. El arquitecto Ricardo de Jaxa Malachowski, usando el estilo neoperuano, diseñó el Museo Nacional de la Cultura Peruana a pedido de Víctor Larco Herrera. Tras la caída del régimen de Leguía, el estilo neoperuano persistió hasta mediados de la década de 1950 aunque el estilo neocolonial se había impuesto para el año 1939.

## Ejemplos
Entre los ejemplos de arquitectura neoperuana encontramos:
- Fachada de la Escuela Nacional de Bellas Artes
- Casa de Emilio Harth-Terré
- Museo Nacional de la Cultura Peruana
- Pabellón del Perú en la Exposición Ibero-Americana (hoy Museo Casa de la Ciencia de Sevilla)